# Euplectus brunneus
Euplectus brunneus är en skalbaggsart som först beskrevs av Grimmer 1841.  Euplectus brunneus ingår i släktet Euplectus, och familjen kortvingar. Arten är reproducerande i Sverige.